# Saint-Lambert-du-Lattay
Saint-Lambert-du-Lattay ist eine Ortschaft und eine Commune déléguée in der französischen Gemeinde Val-du-Layon mit 2.216 Einwohnern (Stand: 1. Januar 2022) im Département Maine-et-Loire in der Region Pays de la Loire. Die Einwohner werden Saint-Lambertins genannt.
Mit Wirkung vom 31. Dezember 2015 wurden die Gemeinden Saint-Aubin-de-Luigné und Saint-Lambert-du-Lattay zu einer Commune nouvelle mit dem Namen Val-du-Layon zusammengelegt. Die Gemeinde Saint-Lambert-du-Lattay gehörte zum Arrondissement Angers.

## Geographie
Saint-Lambert-du-Lattay liegt etwa 19 Kilometer südsüdwestlich von Angers in den Weinbaugebieten Anjou und Coteaux-du-Layon. Hier verlaufen die Flüsse Hyrôme und Layon. Die Verkehrserschließung erfolgt durch die Autoroute A87.

## Bevölkerungsentwicklung
| Jahr                       | 1962 | 1968 | 1975 | 1982 | 1990 | 1999 | 2006 | 2012 |
| Einwohner                  | 1223 | 1175 | 1201 | 1203 | 1352 | 1466 | 1660 | 1979 |
| Quellen: Cassini und INSEE |      |      |      |      |      |      |      |      |

## Sehenswürdigkeiten
- Kirche Saint-Lambert, erbaut von 1880 bis 1883 (siehe auch: Liste der Monuments historiques in Val-du-Layon)

## Persönlichkeiten
- Georges Delahaie (1933–2014), Bildhauer
- Patrick Dewaere (1947–1982), Schauspieler